# Hildegard Burjan
Hildegard Burjan (Görlitz, Alta Lusacia, 30 de enero de 1883-Viena, 11 de junio de 1933), nacida como Hildegard Freund,  fue una política y activista social austriaca, fundadora de la sociedad de vida apostólica Caritas Socialis y diputada en el Parlamento austriaco por el Partido Socialcristiano (antecesor del actual Partido Popular de Austria). Es venerada como beata en la Iglesia católica.

## Biografía
Hildegard Freund nació en el seno de una familia judía no practicante. Sus padres fueron Abraham e Berta Freund. Una joven muy inteligente, Hildegard fue una de las primeras mujeres en estudiar filosofía en Zúrich. En 1907 conoció al ingeniero húngaro judío Alexander Burjan en Zúrich y juntos se fueron a vivir a Berlín para estudiar ciencias políticas y economía. Dos años después se casaron. Luego de casada, Hildegard obtuvo el doctorado en filosofía. En 1909 cayó enferma por un serio problema en el riñón que estuvo a punto de llevarla a la muerte. Luego de una serie de operaciones, los médicos la declararon desahuciada. Las religiosas borromeas de Nancy que trabajaban en el hospital comenzaron a rezar por su salud y pronto mejoró. Hildegard atribuyó la cura a un milagro. Durante su convalecencia en el hospital, Hildegard observó la labor social de las monjas en el hospital y pidió ser bautizada e ingresó en la Iglesia católica.
Por motivos laborales, los Burjan se mudaron a Viena. Allí Hildegard quedó embarazada pero por sus graves problemas renales, los médicos le sugirieron que abortara. Hildergard consideró esa sugerencia como un asesinato y arriesgó su vida por dar a luz al bebe. Tuvo una saludable niña, a quien puso por nombre Lisa.
Durante aquellos años en Viena existían graves problemas sociales. En 1919 Hildegard se decide a fundar la organización femenina Caritas Socialis. Constituida por un grupo de diez mujeres, organizaron una agencia de empleos, hogares para persona convalecientes y hospitales para enfermos y dementes. También fundaron hogares para madres solteras, para jovencitas y mujeres adultas sin hogar, y agencias de distribución de comida caliente para los pobres.
Fue la primera mujer en ser miembro del Consejo Municipal de la ciudad de Viena en 1918 por el Partido Socialcristiano y en 1919 sería diputada por el mismo partido en el Consejo Nacional de Austria. Desde allí trabajó por los menos favorecidos, especialmente por los derechos de la mujer. En 1912 fundó una unión política que buscaba el derecho al voto femenino y una revista en favor de dichas ideas.
Sus problemas renales la llevaron a la muerte en 1933, con tan solo 50 años de edad. Su lema era: «Entregada completamente a Dios y completamente a la Humanidad».

## Culto
En 1963 el cardenal Franz König inició el proceso informativo para la causa de beatificación de Hidelgard Burjan. El 6 de julio de 2007, el papa Benedicto XVI la declaró venerable. Fue beatificada el 29 de enero de 2012 por el mismo pontífice. La ceremonia de beatificación fue celebrada por el cardenal Angelo Amato en Viena. El Martirologio romano la conmemora el 11 de junio.
El 11 de junio de 2015 se levantó un monumento en su honor en la Catedral de San Esteban de Viena. Su cuerpo es venerado en la capilla Hildegard Burjan de la casa general de Caritas Socialis.